# Kades Singers
Kades Singers foi um grupo vocal protestante (gospel) formado em São Paulo em 1995 e já teve várias formações ao longo dos anos. O nome do grupo tem origem na junção das palavras "Kades", do Hebraico, "consagrados", e "Singers", do Inglês, cantores.
A união do grupo aconteceu em 1989 quando os integrantes do grupo foram convidados para um seletivo coral em Atibaia - São Paulo, grupo EMME do seminário da Palavra da Vida e logo depois, participaram do grupo Klim Kideshim em Campinas criado pelo Pr. Marcos Pereira da Cunha e alguns dos integrantes participaram desse grupo, durante 5 anos. Em 1995 eles resolvem através de uma direção de Deus deixar o grupo anterior e formar o grupo Kades Singers (exceto Darilton que foi o último a integrar o Kades na formação original e o primeiro membro a sair).
Em atividade desde então, seu estilo musical põe ênfase nos vocais bem divididos e na junção de todas as vozes (Baixo, barítono, Tenor, meio-sopranoe Soprano), e em sua dinâmica de Contraponto,  algo muito raro para o grande público evangélico brasileiro, embora seja algo bem difundido na música gospel estadunidense com grupos como Acappella, Take 6 e First Call.

## Missão
A música do grupo é assumidamente religiosa, e prega as doutrinas do cristianismo protestante. Seus integrantes afirmam que seu objetivo através da música é levar as pessoas a um relacionamento com Deus, através da arte e da música com qualidade, levando a mensagem do evangelho a lugares onde as pessoas dificilmente iriam esperar encontrar, como: hospitais, presídios, orfanatos, faculdades, ruas, praças, metrôs e lares.[carece de fontes?]

## Reconhecimento
O grupo foi descoberto pela cantora gospel Fernanda Brum e passou a fazer parte do Cast da gravadora MK Music em 1995. O CD de estreia na gravadora foi a coletânea Natal Feliz, em 1996 com canções natalinas que foram temas de sucessos da gravadora que ganharam uma nova roupagem. Em seguida, lançaram o CD Alta Voz em 1997, que foi um grande sucesso, com um repertório de composições próprias e de outros compositores. Posteriormente, lançaram Muita Vida (2000) que os caracterizou como melhor grupo vocal gospel e Espaço pra Mudança (2002), o último pela gravadora. Fizeram muitas participações como grupo e como Backing Vocals em diversas produções do meio gospel como nos álbuns "A Promessa" (Brother Simion), "Sonhos" (Fernanda Brum), "Poder e Autoridade" (Elaine de Jesus), "O Amor é a Resposta" (Alessandra Samadello), "Toma os Pedaços" (Marcos Antônio), "As Canções da Minha Vida: 15 Anos Ao Vivo" (Cristina Mel), "Melhores Momentos" (Rayssa e Ravel) e "Quatro por Um" (Quatro por Um). Ao todo, lançaram 4 álbuns pela MK Music.
Reconhecidos como melhor grupo vocal gospel da época, já ganhou duas vezes na categoria “melhor grupo vocal do ano” na premiação anual gospel intitulada Troféu Talento, e já teve uma indicação para o Grammy Latino. Como uns dos momentos de reconhecimento máximo de sua carreira, em 2004, teve a honra de abrir o show de um dos melhores grupos vocais do mundo, Take 6, ocorrido no City Bank Hall, no Rio de Janeiro, durante o evento "Rio Acapela", que reúne todos os anos os grupos vocais de maior destaque do país.[carece de fontes?]

## Saída da MK Music pra Line Records
Desfavorecidos com a gravadora que, segundo eles, privilegiavam alguns artistas em detrimento de outros, o grupo resolve sair após 7 anos na MK Music. Nesse período, o grupo atinge o auge da carreira com sua estreia na Line Records, onde dois CDs foram lançados: Fé Imbatível e Intimidade, o último pela Line. Após 10 anos permanecendo no grupo, Raquel Mello (líder do grupo e a primeira a seguir carreira solo) anuncia sua saída após o nascimento de seu filho Victor em 2006. No álbum seguinte, Intimidade, fora substituída pela cantora Denize Montiel, que deixou o grupo pouco tempo depois, se tornando um trio. Na Line Records, tiveram participações em diversas gravações de artistas como Cristina Mel, Jamily, Mara Maravilha, Leonor, Isis Regina e Gerson Cardozo. O grupo também participou da trilha sonora da novela Prova de Amor, com a canção Se a Gente Grande Soubesse.

## Presente
Anos mais tarde, o grupo resolve sair da gravadora Line Records para seguir carreira independente. Promessas de um novo CD surgiram, mas não foi lançado. A integrante Jussara Oliveira deixa o grupo no final do ano de 2009, alegando como motivo "uma direção que recebeu de Deus", e segue carreira independente com o nome de Jussara Chieregato. Marlon Saint seguiu carreira de fotógrafo, Dênis Goursand continua fazendo back-vocal para outros artistas e Sérgio Fernandez faleceu em 2012. Após a saída do grupo da MK Music, Siclair continuou como produtor vocal de Fernanda Brum, casou-se e hoje é pastor e ministro de música da Primeira Igreja Batista de Marília. Raquel Mello segue carreira solo atualmente na gravadora Central Gospel Music do Pastor Silas Malafaia e Denise Montiel segue carreira solo. Marlon e Dênis dão continuidade ao grupo e com eles a nova componente Aline Santana, fazendo nas igrejas um trabalho "Voz e violão".

## Formações
Formação original (1995-1998; 1999-2000): Raquel Mello, Marlon Saint, Jussara Oliveira, Siclair Ferreira e Darilton de Almeida (Carlão entra após Darilton sair)
2ª Formação (2000-2001): Marlon Saint, Raquel Mello, Jussara Oliveira e Carlão (Dênis Goursand entra integrante após lançarem Muita Vida).
3ª Formação (2002-2005): Raquel Mello, Marlon Saint, Jussara Oliveira e Dênis Goursand (Sérgio Fernandez entra após lançarem Fé Imbatível)
4ª Formação (2006; 2007-2009): Marlon Saint, Jussara Oliveira, Dênis Goursand e Denise Montiel (Tempos depois sai Denise e se tornam trio)
5ª Formação (2014) Marlon Saint, Dênis Goursand e Keyla Anjos que saiu no mesmo ano e foi substituída pela cantora Aline Santana.
Classificação vocal:
- Raquel Mello: Mezzo-Soprano Dramático Coloratura

- Jussara: Soprano
- Aline: Mezzo-Soprano
- Denise: Contralto
- Marlon: Tenor
- Darilton, Carlão e Sérgio: Baixo
- Siclair e Dênis: 1° Tenor

## Discografia
- (1996) - Natal Feliz (MK Music)
- (1998) - Alta Voz (MK Music)
- (2000) - Muita Vida (MK Music)
- (2002) - Espaço pra Mudança (MK Music)
- (2004) - Fé Imbatível (Line Records)
- (2006) - Intimidade (Line Records)
- (2019) - Olhar de Deus (Star Gospel)

## Clipes
- 1997 - Meu Querer (MK Music)
- 1997 - Volta (MK Music)
- 2000 - Deves Lutar (MK Music)
- 2000 - Muita Vida (MK Music)
- 2000 - Glória a Deus Nas Alturas (MK Music)
- 2002 - Jingle Canta Rio 2002 (MK Music)
- 2002 - Maior Amor (MK Music)
- 2002 - Ensina-Me (MK Music)
- 2004 - Levante a Cabeça (Line Records)
- 2006 - Tantas Maneiras (Line Records)
- 2014 - Voltando Pra Casa (Independente)

(Musícais no Conexão Gospel)
- 1997 - É Natal (MK Music)
- 1997 - Uma Estrela (MK Music)
- 1998 - Adoração (MK Music)
- 1998 - Meu querer
- 1998 - Medley de Hinos (MK Music)
- 2001- Feliz Milênio (MK Music)

(Participações)
- Tudo Que Tem Fôlego - com Fernanda Brum em 1998
- Uma Linda História - com Cast MK em 1998
- Unidos Pelo Amor - com Cast MK em 2002
- Cantai ao Senhor - com Kleber Lucas em 2002
- Feliz Natal e Um Lindo Ano Todo - com Cast MK em 2002

## Participações em outros projetos
- 1998: Adoração - Canta Rio 98
- 1999: Busca o Perdão, Volta - Canta Rio 99
- 2000: Hino à Bandeira Nacional e Adoração - Canta Brasil 500 Anos
- 2001: Muita Vida, Asas da Alva (gravada originalmente pelo Prisma Brasil), Deves Lutar - Canta Niterói
- 2001: Backing Vocal no show Feliz de Vez da cantora Fernanda Brum (Ao vivo no Olimpo)
- 2002: Jingle Canta Rio 2002, Muita Vida e Maior Amor - Canta Rio 2002
- 2002: Maior Amor - Canta Queimados
- 2003: Backing Vocal na Trilha Sonora do filmes da Disney: "Irmão Urso" e "Mogli - O Menino Lobo 2"
- 2005: Se a Gente Grande Soubesse - Trilha Sonora da Novela Prova de Amor (Rede Record)
- 2005: Chão de Estrelas - Jesus Vida Verão 2005
- 2005: Backing Vocal no Álbum "As Canções da Minha Vida - 15 Anos", da Cristina Mel.
- 2005: A Tua Onda é Melhor - Trilha Sonora do filme da Disney "A Nova Onda do Kronk".
- 2007: Não Vou Temer - Line Records - 15 Anos
- 2009: Backing Vocal no Álbum "Com Toda a Força do Amor", do Kim (Banda Catedral)
- 2018: Volta do Kades Singers